# 阿尔泰黄芩
阿尔泰黄芩（学名：Scutellaria altaicola）为唇形科黄芩属下的一个种。

## 扩展阅读
- 維基物種上的相關：阿尔泰黄芩